# Miyako Yoshida
Miyako Yoshida (jap. 吉田 都 Yoshida Miyako; ur. w 1965 w Tokio w Japonii) – japońska tancerka baletowa. Była główną artystką gościnną The Royal Ballet, a także główną tancerką w K-balecie.

## Życiorys
Urodziła się i wychowała w Tokio, tam też pobierała nauki. W 1983 roku wygrała doroczne zawody Prix de Lausanne. Następnie studiowała w Królewskiej Szkole Baletowej (Royal Ballet School) w Londynie. W 1984 roku dołączyła do Sadler's Wells Royal Ballet a następnie do Birmingham Royal Ballet. W 1988 roku awansowała na główną tancerkę. W następnym roku została laureatką Global Award i otrzymała nagrodę Ministerstwa Edukacji, Nauki, Sportu i Kultury Japonii.
W 1995 roku Yoshida dołączyła do The Royal Ballet jako główna tancerka. Współpracowała z takimi tancerzami, jak Tetsuya Kumakawa i Irek Mukhamedov. Została uhonorowana tytułem Artysty UNESCO na rzecz Pokoju.
W 2004 roku wyszła za mąż za Takashiego Endō, japońskiego agenta footballu.
W 2006 roku zdobyła Nagrodę Najlepszej Tancerki (Award for Best Female Dancer) w ramach National Dance Awards i dołączyła do K-baletu, nadal tańcząc z The Royal Ballet, z którego odeszła w 2010 roku.
W 2007 roku została odznaczona Orderem Imperium Brytyjskiego za zasługi dla tańca.

## Kariera i role
Odette / Odile (Jezioro łabędzie), Aurora, Juliet (Romeo i Julia (Prokofiew)), Lise, Giselle (Giselle), Swanilda (Coppelia), Sugar Plum Fairy (Dziadek do orzechów) Kitri (Don Kichot), Kopciuszek, Ondyna, Chloe, Titania, Tchaikovsky pas de deux, Le Corsaire pas de deux, hołd Królowej i główne role w Prince of the Pagodas, Wariacje symfoniczne, Elite Syncopations, Królowa Śniegu, Galanteries, Fin du jour, Symphony in C, Birthday Offering, The Firebird, Scènes de ballet, Les Rendezvous and Rhapsody.